# Micropterix hyrcana
Micropterix hyrcana és una espècie d'arna de la família Micropterigidae. Va ser descrita per Aleksei Konstantinovich Zagulajev, l'any 1993.
És una espècie endèmica de la costa sud de la mar Càspia, des de l'Azerbaidjan fins a l'Iran.